# Nikolai Nikolajewitsch Jakowlew (Geologe)
Nikolai Nikolajewitsch Jakowlew (russisch Николай Николаевич Яковлев; * 15. Apriljul. / 27. April 1870greg. in Kasan; † 19. Juni 1966 in Komarowo) war ein russischer Geologe, Paläontologe und Hochschullehrer.

## Leben
Jakowlew besuchte die Realschule in Kasan und studierte am St. Petersburger Bergbau-Institut mit Abschluss 1893. Darauf wurde er Mitarbeiter des Geolkom (Geologisches Komitee des Allrussischen Geologischen Instituts).
1895 führte Jakowlew erste geologische Untersuchungen im Nordteil des Donbass durch. Genauer untersuchte er die Druschowsko-Konstantinowski-Antiklinale des Donbass. Zusammen mit Feodossi Nikolajewitsch Tschernyschow untersuchte er die Fauna der Kalksteine am Kap Greben auf Waigatsch und am Fluss Nechwatowa auf Nowaja Semlja. Mit seiner Dissertation über die Fauna in einigen Sedimenten des oberen Paläozoikums in Russland wurde er zum Doktor der geologisch-mineralogischen Wissenschaften promoviert, worauf er als Professor am Bergbau-Institut lehrte. Entsprechende Untersuchungen im Donbass und an der mittleren Wolga an der Einmündung der Samara folgten. Er beschrieb Mosasaurier, Crassatellidae des Paläozoikums, Trias-Dinosaurier auf Spitzbergen, Rugosa und Plesiosaurier an der Lena. Für seine Untersuchungen der Fauna in Sedimenten des oberen Paläozoikums erhielt er 1914 den kleinen Lomonossow-Preis.
Nach der Oktoberrevolution wurde Jakowlew 1921 Korrespondierendes Mitglied der Akademie der Wissenschaften der UdSSR (AN-SSSR). 1923–1926 war er Direktor des Geologischen Komitees Geolkom (nach Anatoli Nikolajewitsch Rjabinin). Jekaterina Wladimirowna Lermontowa war dort seine Mitarbeiterin. Sein Nachfolger war Dmitri Iwanowitsch Muschketow (1926–1929). Jakowlew war Vorsitzender der Russischen Paläontologischen Gesellschaft. Sein Arbeitsschwerpunkt war die Paläontologie der Wirbellosen.
Die Gattung Prognathodon wurde nach Jakowlew benannt. Gleiches gilt für den Mount Yakovlev in der Antarktis.

## Ehrungen, Preise
- Lomonossow-Preis (1914)
- Leninorden (dreimal)
- Orden des Roten Banners der Arbeit (1945)
- Verdienter Wissenschaftler der RSFSR
- Karpinski-Preis der AN-SSSR (1948)